# Crack a Smile...and More!
| Recensione | Giudizio |
| ---------- | -------- |
| AllMusic   |          |

Crack a Smile...and More! è il quinto album in studio del gruppo musicale statunitense Poison, pubblicato il 14 marzo 2000 dalla Capitol Records.

## Composizione e pubblicazione
La produzione di Crack a Smile, iniziata nel 1994, venne bruscamente interrotta quando il cantante Bret Michaels ebbe un incidente con la sua Ferrari. Egli rimase gravemente ferito, riportando diverse fratture al naso, sterno, mandibola, dita e denti. Dopo il suo ricovero nel 1995, la band ultimò le registrazioni un anno più tardi. Nonostante l'ottima qualità delle canzoni, la Capitol Records preferì inspiegabilmente distribuire un greatest hits.
Nel frattempo cominciarono a circolare in via illegale diversi bootleg con le sessioni di Crack a Smile. Per monetizzare, la casa discografica decise di pubblicare il materiale inedito in modo ufficiale, con quattro anni di ritardo, nel 2000. All'epoca i Poison avevano già abbandonato la Capitol e stavano registrando il loro nuovo album, Power to the People con l'etichetta indipendente Cyanide Records.
La versione finale, intitolata Crack a Smile...and More!, oltre ai dodici brani dei bootleg, presenta due outtake, una demo incompleta, una traccia scartata da Open Up and Say...Ahh! e quattro estratti di una performance MTV Unplugged. I primi quindici brani vedono la partecipazione di Blues Saraceno, il chitarrista che in quel periodo aveva sostituito Richie Kotzen, mentre i restanti cinque sono registrazioni precedenti con C.C. DeVille. Cover of the Rolling Stone è una reinterpretazione dei Dr. Hook & The Medicine Show. Altri due pezzi, Sexual Thing e Lay Your Body Down, erano invece già apparsi come inediti in  Poison's Greatest Hits: 1986-1996.

## Tracce
Testi e musiche di Bret Michaels, Bobby Dall, Rikki Rockett e Blues Saraceno, eccetto dove indicato.
1. Best Thing You Ever Had – 4:19
2. Shut Up, Make Love – 3:52
3. Baby Gets Around a Bit – 3:37
4. Cover of the Rolling Stone – 3:09 (Shel Silverstein)
5. Be the One – 5:39
6. Mr. Smiley – 2:43
7. Sexual Thing – 3:38
8. Lay Your Body Down – 5:28
9. No Ring, No Gets – 3:27
10. That's the Way I Like It – 3:40
11. Tragically Unhip – 2:54
12. Doin' as I Seen on My TV – 2:53
13. One More for the Bone (outtake) – 3:18
14. Set You Free (outtake) – 3:56
15. Crack a Smile Unfinished Demo – 3:46

Tracce bonus
1. Face the Hangman – 3:21 (Michaels, Dall, Rockett, C.C. DeVille) – dalle sessioni di Open Up and Say...Ahh!, 1988
2. Your Mama Don't Dance – 3:13 (Loggins and Messina) – da MTV Unplugged, 1990
3. Every Rose Has Its Thorn – 4:38 (Michaels, Dall, Rockett, DeVille) – da MTV Unplugged, 1990
4. Unskinny Bop – 4:02 (Michaels, Dall, Rockett, DeVille) – da MTV Unplugged, 1990
5. Talk Dirty to Me – 4:06 (Michaels, Dall, Rockett, DeVille) – da MTV Unplugged, 1990

## Formazione
- Bret Michaels – voce, chitarra ritmica, tastiere
- Blues Saraceno – chitarra solista, pianoforte, cori
- Bobby Dall – basso, cori
- Rikki Rockett – batteria, cori

Altri musicisti
- C.C. DeVille – chitarra solista (tracce bonus)

## Classifiche
| Classifica (2000) | Posizione massima |
| ----------------- | ----------------- |
| Stati Uniti       | 131               |